# Bertula insignifica
Bertula insignifica är en fjärilsart som beskrevs av Rothschild 1920. Bertula insignifica ingår i släktet Bertula och familjen nattflyn. Inga underarter finns listade i Catalogue of Life.